# Model 3
Cet article concerne le système d'arcade Sega. Pour la berline familiale électrique, voir Tesla Model 3.
Le Model 3 est un système d'arcade introduit par Sega en 1996 dans les salles d'arcade.

## Description
L'idée fut de repartir de zéro pour repenser complètement un nouveau système. Le système Model 3 fut le point culminant de la collaboration avec Lockheed Martin (après le Model 1 et 2), notamment la division Real3D qui conçut le microprocesseur graphique (Twin Real3D/Pro-1000) ainsi que le système graphique.
Le Model 3 est composé de trois PCB principales : une pour les processeurs, une pour la vidéo, et la dernière pour les rom du jeu. L'architecture du Model 2 disparait et son processeur Intel i960 laisse place à un IBM PowerPC. Le processeur sonore est un Motorola 68EC000 gérant des puces audio Yamaha. Deux révisions de carte son MPEG optionnelle sont utilisées suivant les jeux, une équipée d'un M68000 et l'autre d'un Zilog Z80 (comme sur le Model 2). Il y eut plusieurs révisions de ce système, l'évolution principale étant la montée en fréquence du processeur, ainsi que quelques autres changements mineurs dans l'architecture. Sega choisit d'introduire la notion de stepping pour nommer ces différentes versions du système. La première version fut le Model 3 Step 1.0, puis le Model 3 Step 1.5 dès 1996, le Model 3 Step 2.0 en 1997, puis le Model 3 Step 2.1 en 1998,.
Au moment de sa sortie, le Model 3 était le système d'arcade le plus puissant du marché, avec une capacité de plus d'un million de polygones par seconde. Les jeux les plus connus sont Virtua Fighter 3 (1996), Daytona USA 2 (1998) et Sega Rally 2 (1998).

## Spécifications techniques

### Processeur
- IBM PowerPC 603 e et R cadencé à 66 MHz (1.0), 100 MHz (1.5), 166 MHz (2.0 et 2.1),
- RAM : 8 Mb

### Graphique
- Processeur graphique : 2 × Lockheed Martin Real3D/Pro-1000
- Capacité Graphique :
  - Mappage de texture
  - Filtrage trilinéaire
  - Micro texturage
  - Specular reflection
  - Ombrage de Gouraud
  - Ombrage plat
  - Anticrénelage
  - Alpha blending
- Rendu : 60 millions de pixels

Résolution : 496 x 384

### Audio
- Processeur sonore : Motorola 68EC000 cadencé à 12 MHz
- 2 × Yamaha SCSP/YM-292F 128-step  DSP, interface MIDI, 64 voix, 4 canaux, maximum de 16.5 MB ROM, 64 canaux PCM
  - RAM : 1 Mb
- Carte son optionnelle :

| - DSB1 - Processeur son : Zilog Z80 - Puce audio : NEC uD65654GF102 | ou | - DSB2 - CPU : Motorola 68000 - Puce audio : NEC uD65654GF102 |

## Liste des jeux
| Titre                                 | Développeur      | Editeur | Système                | Genre | Date |
| ------------------------------------- | ---------------- | ------- | ---------------------- | ----- | ---- |
| Boat Race GP                          | Sega             | Sega    | Model 3 Step 1.0       |       | 1996 |
| Daytona USA 2                         | Sega             | Sega    | Model 3 Step 2.1       |       | 1998 |
| Daytona USA 2: Power Edition          | Sega             | Sega    | Model 3 Step 2.1       |       | 1998 |
| Dirt Devils                           | Sega             | Sega    | Model 3 Step 2.1       |       | 1998 |
| Emergency Call Ambulance              | Sega             | Sega    | Model 3 Step 2.1       |       | 1999 |
| Fighting Vipers 2                     | Sega             | Sega    | Model 3 Step 2.0       |       | 1998 |
| Get Bass: Sega Bass Fishing           | Sega             | Sega    | Model 3 Step 1.0       |       | 1998 |
| Harley Davidson & L.A. Riders         | Sega             | Sega    | Model 3 Step 2.0       |       | 1998 |
| L.A.Machineguns                       | Sega             | Sega    | Model 3 Step 2.1       |       | 1998 |
| Le Mans 24                            | Sega             | Sega    | Model 3 Step 1.5       |       | 1998 |
| Magical Truck Adventure               | Sega             | Sega    | Model 3 Step 2.1       |       | 1999 |
| Sega Rally 2                          | Sega             | Sega    | Model 3 Step 2.0       |       | 1998 |
| Scud Race / Super GT                  | Sega             | Sega    | Model 3 Step 1.5       |       | 1996 |
| Scud Race Plus                        | Sega             | Sega    | Model 3 Step 1.5       |       | 1997 |
| Ski Champ                             | Sega             | Sega    | Model 3 Step 2.0       |       | 1998 |
| Spike Out                             | Sega             | Sega    | Model 3 Step 2.1       |       | 1998 |
| Spike Out Final Edition               | Sega             | Sega    | Model 3 Step 2.1       |       | 1999 |
| Star Wars Trilogy: Arcade             | Sega / LucasArts | Sega    | Model 3 Step 2.1       |       | 1998 |
| Jurassic Park                         | Sega             | Sega    | Model 3 Step 1.5       |       | 1997 |
| The Lost World Special: Jurassic Park | Sega             | Sega    | Model 3 Step 1.5       |       | 1997 |
| The Ocean Hunter                      | Sega             | Sega    | Model 3 Step 2.1       |       | 1998 |
| Virtua Fighter 3                      | Sega             | Sega    | Model 3 Step 1.0       |       | 1996 |
| Virtua Fighter 3 Team Battle          | Sega             | Sega    | Model 3 Step 1.0       |       | 1997 |
| Virtua Striker 2                      | Sega             | Sega    | Model 3 Step 1.5 / 2.0 |       | 1997 |
| Virtua Striker 2 Version '98          | Sega             | Sega    | Model 3 Step 1.5 / 2.0 |       | 1998 |
| Virtua Striker 2 Version '99          | Sega             | Sega    | Model 3 Step 2.0       |       | 1999 |
| Virtua Striker 2 Version '99.1        | Sega             | Sega    | Model 3 Step 2.0       |       | 1999 |
| Virtual On: Oratorio Tangram          | Sega             | Sega    | Model 3 Step 2.0       |       | 1998 |